# Joos van Cleve

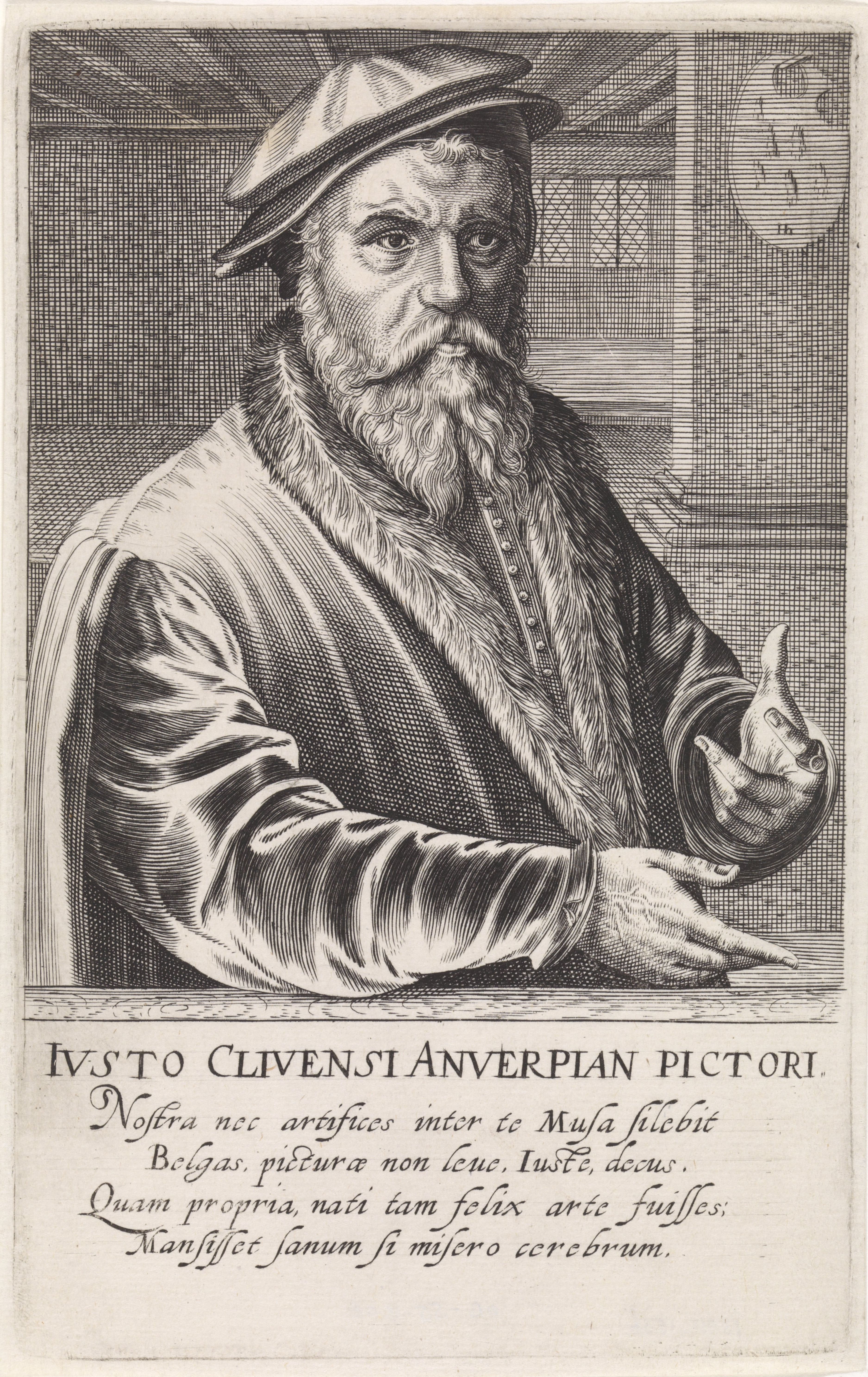
Joos van Cleve, Kupferstich von Hendrik Hondius

Joos van der Beke genannt van Cleve (* 1485 in Kleve; † 1540 in Antwerpen) war ein niederländischer Maler.

## Leben
1511 wurde Joos van Cleve als Meister in die Antwerpener Gilde aufgenommen. Zuvor hatte er zusammen mit Bartholomäus Bruyn dem Älteren seine Ausbildung bei Jan Joest in Kalkar am Niederrhein erfahren. Er scheint einer der aktivsten Maler seiner Zeit gewesen zu sein.
Er schuf zahlreiche Triptychen und Madonnen, deren Stil der flämischen Schule entsprach. Van Cleves Gemälde zeichnen sich durch ihre friedliche Atmosphäre jenseits jeder Spannung aus. Seine Hauptwerke sind zwei Altäre mit der Darstellung des Marientodes (heute in Köln und München), die zuvor als Werke des Meisters des Marienlebens bezeichnet wurden.
Joos van Cleve unternahm Reisen nach Köln, Frankreich und England. Zudem ist es als sicher anzunehmen, dass van Cleve Italien bereiste und in seinen letzten Lebensjahren italienische Stilelemente übernahm, vor allem unter dem Einfluss Leonardo da Vincis. Er zeichnete er sich auch als Porträtmaler aus. Zugeschrieben werden ihm Bildnisse von Maximilian I., Heinrich VIII. und Franz I., dessen Hofmaler er war.
Die kunsthistorische Forschung und die Archivauswertungen in Antwerpen haben viele Details zum Leben des Joos van Cleve hervorgebracht, die aber noch nicht abschließend – gerade für die Frühzeit – ein lückenloses Lebensbild ergeben.
Sein Sohn Cornelis Cleve war ebenfalls Maler.

## Malerisches Werk

### Werkauswahl
- Altar, Lünette: Stigmatisation des Hl. Franziskus, Holz, 75 × 146 cm, Paris, Musée National du Louvre.
- Altar, Mitteltafel: Beweinung Christi, Holz, 145 × 206 cm, Paris, Musée National du Louvre.
- Altar, Predella: Abendmahl, Holz, 45 × 206 cm, Paris, Musée National du Louvre.
- Anbetung der Könige, um 1515, Holz, 110 × 71 cm, Dresden, Gemäldegalerie.
- Bildnis eines bartlosen Mannes, um 1520, Eichenholz, 42,5 × 30,5 cm, Dresden, Gemäldegalerie.
- Flügelaltar, linker Flügel außen: Hl. Christophorus und Anna Selbdritt, kurz vor 1523, Holz, 132 × 73 cm. München, Alte Pinakothek.
- Flügelaltar, linker Flügel innen: Die Heiligen Georg und Nicasius mit den Stiftern Georg und Nicasius Hackeney, kurz vor 1523, Holz, 132 × 73 cm. München, Alte Pinakothek.
- Flügelaltar, linker Flügel innen: Die Heiligen Nicasius und Georg mit den Stiftern Nicasius und Georg Hackeney, 1515, Holz, 67 × 60 cm. Köln, Wallraf-Richartz-Museum.
- Flügelaltar, Mitteltafel: Tod Mariä, kurz vor 1523, Holz, 132 × 154 cm. München, Alte Pinakothek.
- Flügelaltar, Mitteltafel: Tod Mariä, 1515, Holz, 65 × 126 cm. Köln, Wallraf-Richartz-Museum.
- Flügelaltar, rechter Flügel außen: Die Heiligen Sebastian und Rochus, kurz vor 1523, Holz, 132 × 74 cm, München, Alte Pinakothek.
- Lukrezia, um 1520/25, 76 × 54 cm, Kunsthistorisches Museum, Gemäldegalerie
- Betende Maria, nach 1511, Salzburg, Residenzgalerie,

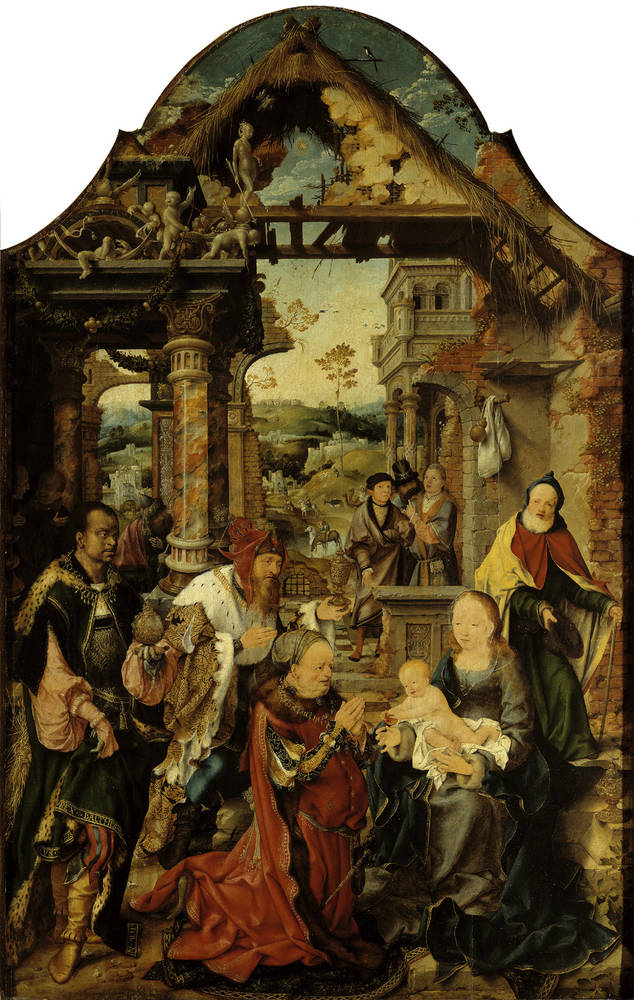
Die Anbetung der Könige
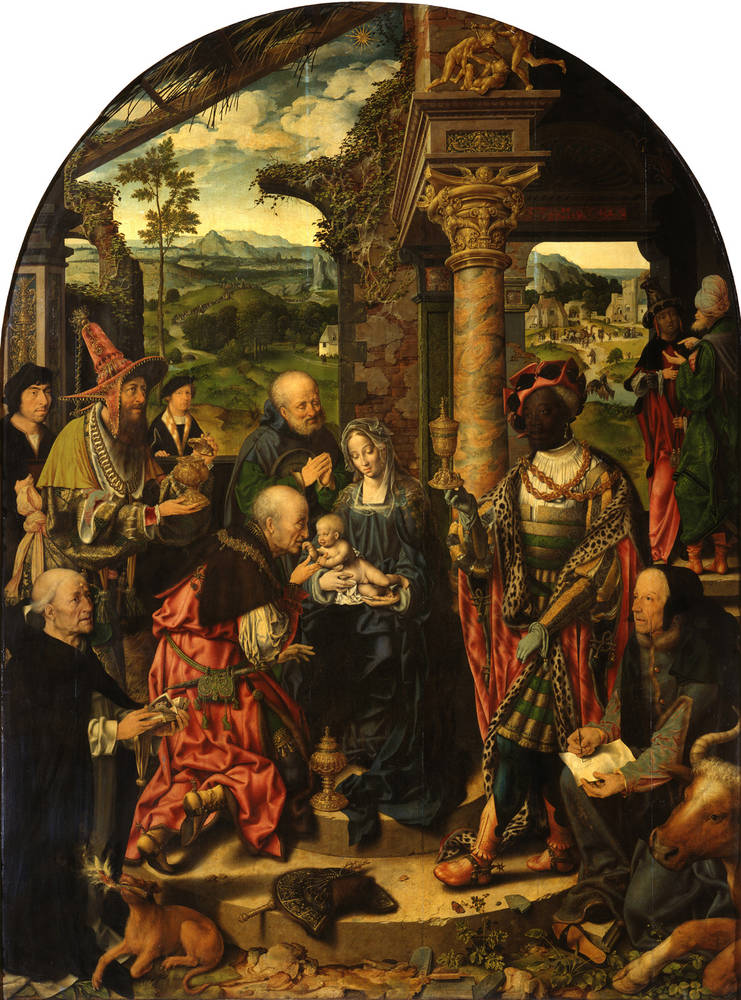
Die (große) Anbetung der Könige mit Hl. Dominikus und Hl. Lucas
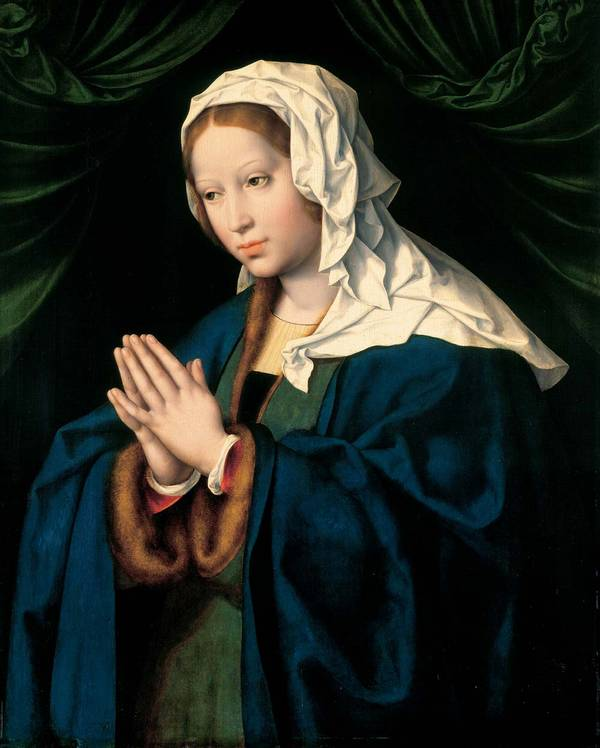
Betende Maria
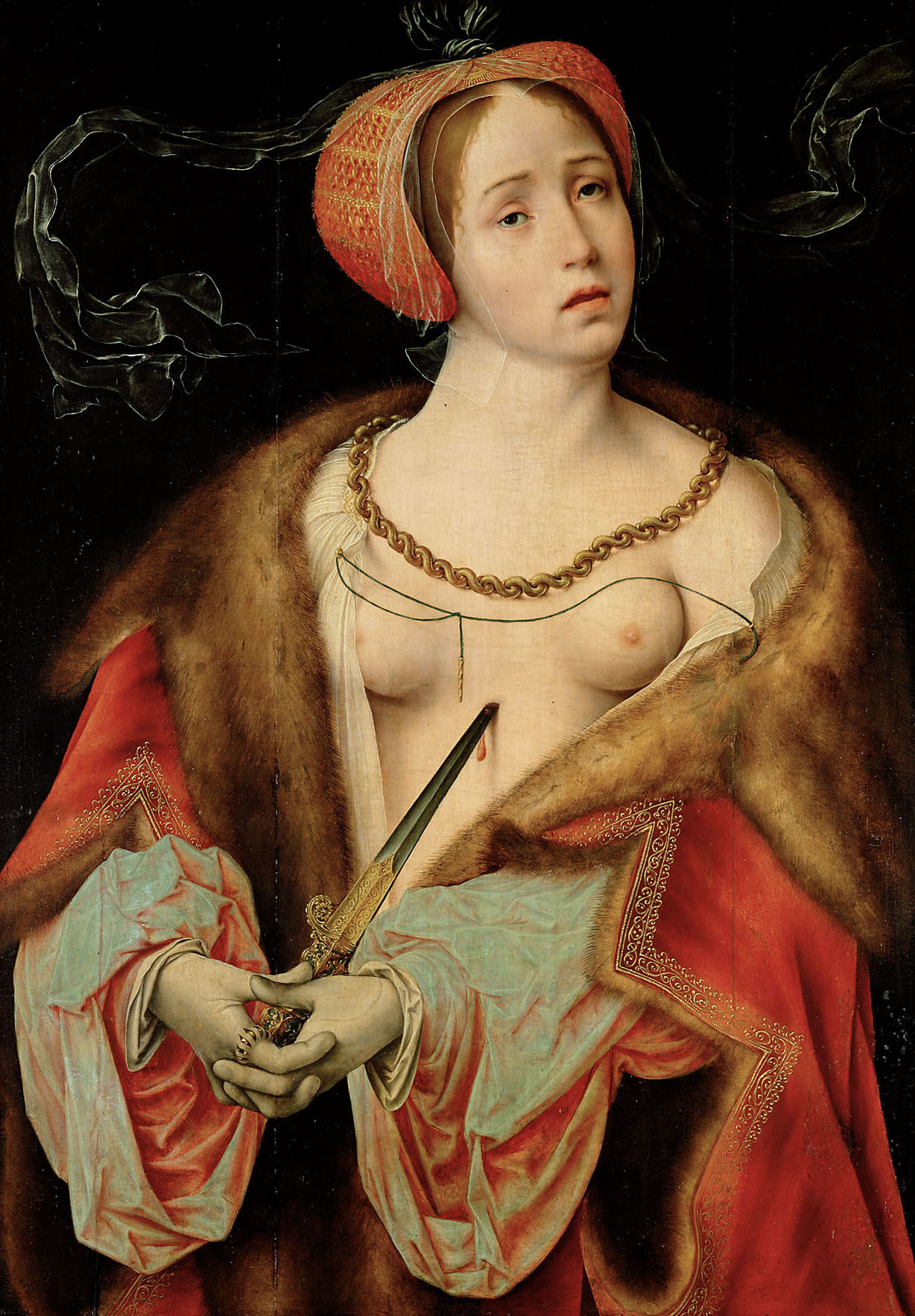
Lukrezia

### Meister des Marientodes

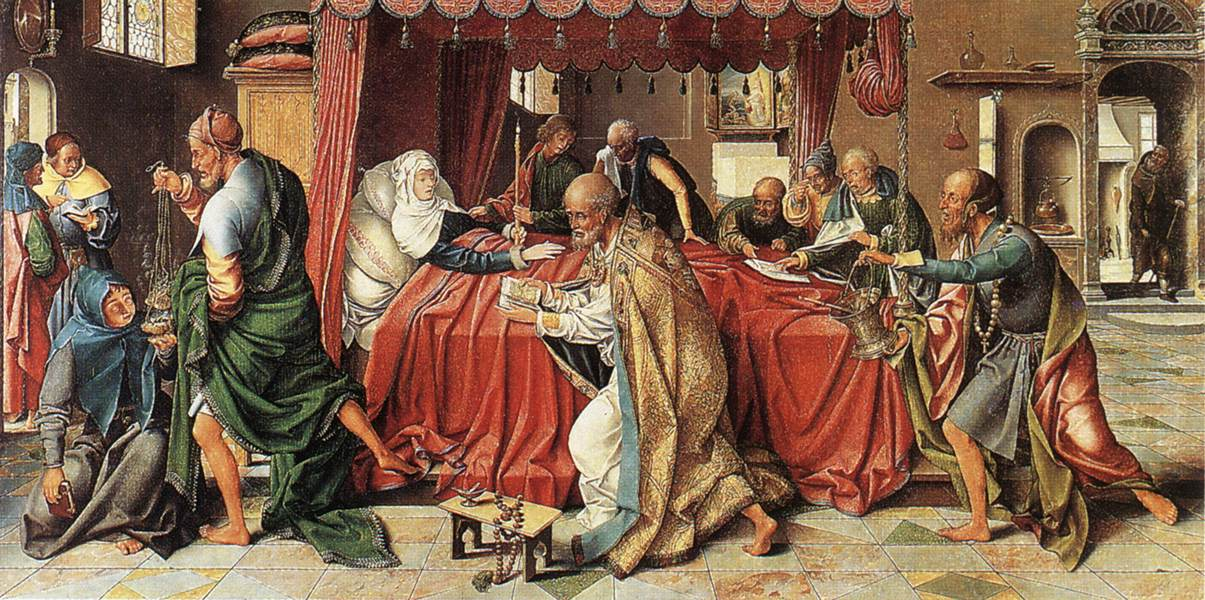
Joos van Cleve (Meister des Marientodes): Der Tod der Jungfrau. Um 1515, Köln, Wallraf-Richartz-Museum

Ein Triptychon mit dem Tode Mariä, Eichenholz, entstanden um 1515, heute im Wallraf-Richartz-Museum Köln war ursprünglich einem Meister des Marientodes zugeordnet, bis es als ein Werk von Joos van Cleeve identifiziert werden konnte. Auf dem breitformatigen Mittelflügel ist das Sterben Mariens nach der Schilderung in der Legenda aurea des Jacobus de Voragine (1230–1280) dargestellt. Die Szene zeigt die um das Bett der Gottesmutter versammelten Apostel. Nur Johannes und Petrus sind identifizierbar. Geschäftig agieren sie rund um das Sterbebett. Im Vordergrund sieht man Petrus, der die Sterbeliturgie leitet. Der auf dem gotischen Schemel liegende Rosenkranz, als Detail dargestellt, zeigt an, welche Gebete vor dem Altar zu entrichten sind.
Das Bild ist sorgfältig aufgebaut und fluchtpunktförmlich angelegt. Anders als die Mitteltafel mit ihrer Wohnhausatmosphäre führen die Flügelinnenseiten in eine offene Flusslandschaft mit durchgehendem Horizont. Auf dem linken Flügel sind die Stifter Nicarius und Georg Hackeney mit ihren Namenspatronen dargestellt, auf der rechten Seite die Frauen der Stifter mit den Heiligen Christina und Gundula. Die Gesichter verraten durchaus schon individuelle Züge. Auf den Außenseiten der Flügel sind mit Anna, Sebastian und Rochus gleich drei Pestheilige dargestellt.
In Köln befand sich ungefähr zeitgleich noch ein zweiter Marientod-Altar des Joos van Cleve, der sich heute zur Sammlung der Alten Pinakothek in München gehört. Als gesichert gilt, dass das 1515 entstandene Altarbild die erste Fassung darstellt. Die beiden Triptychen vom Tode Mariä zeigen ein bemerkenswertes Geschick in der Behandlung des Innenlichts. Der Stil des Malers ist unruhig, von weicher Eleganz und spiegelt einen vielfältigen Eklektizismus wider.